# Zona Franca Industrial da Madeira

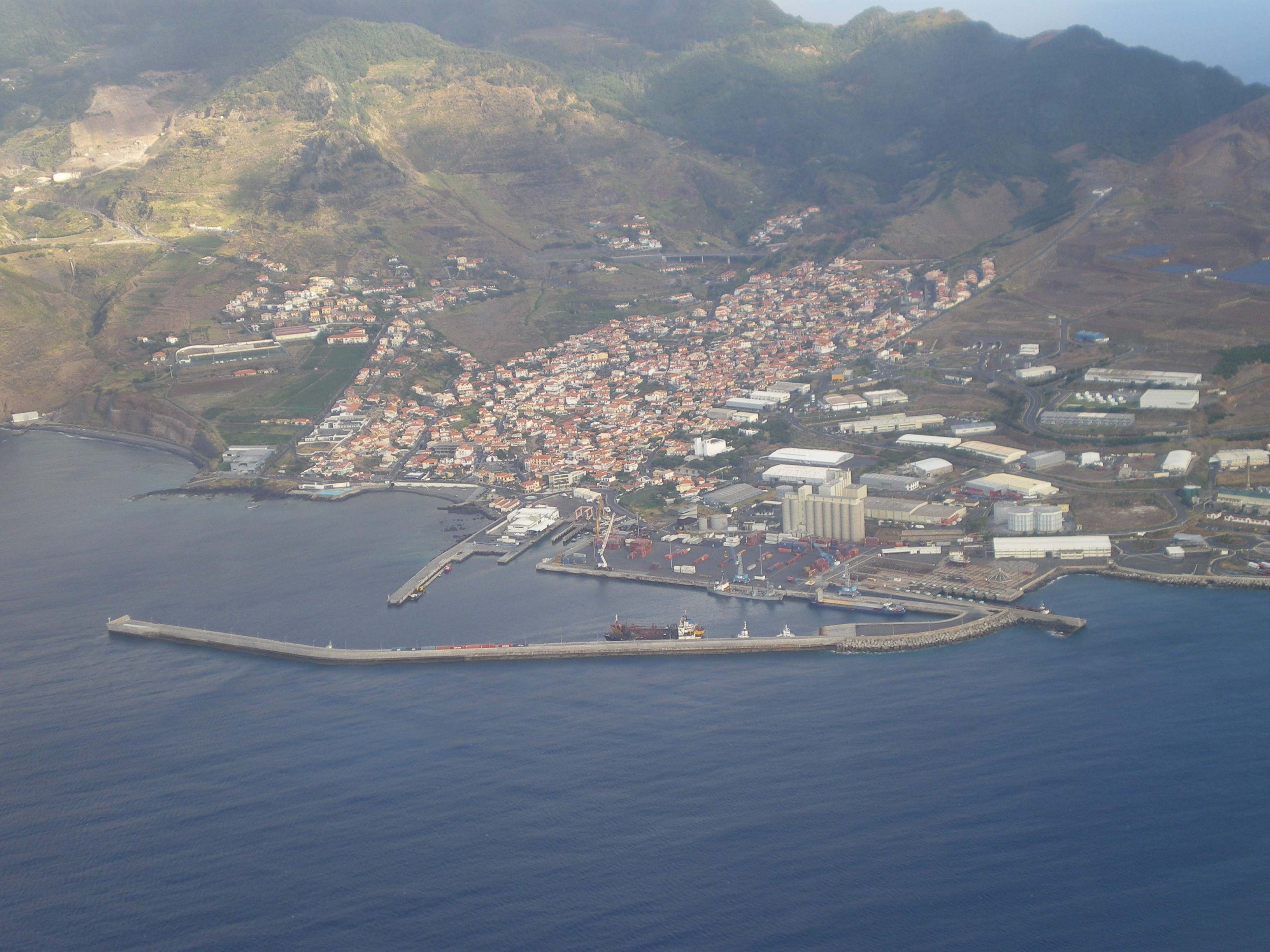
Vista do Caniçal à esquerda e do CINM à direita

A Zona Franca Industrial da Madeira (ZFI) está integrada no âmbito do Centro Internacional de Negócios da Madeira (CINM) e está localizada estrategicamente a oito quilómetros do aeroporto internacional da Madeira e junto ao principal porto comercial da ilha. Esta Zona Franca tem uma área total de 130 hectares, e está à disposição das empresas industriais, onde permite a instalação de actividades produtivas de montagem e armazenamento.
É um parque industrial amplo, moderno e eficaz, com plataformas de terreno para a construção de edifícios industriais e pavilhões com diferentes áreas, com módulos de áreas menores para as empresas que pretendam espaços mais pequenos para o desenvolvimento da sua actividade.
Os acessos são uma mais-valia da Zona. O facto de estar localizado perto do aeroporto e do porto comercial da Madeira, que se encontra em plena actividade desde 2004 e onde se concentra a carga e descarga de bens e produtos para todo arquipélago, e também pelo facto do parque estar directamente ligado à principal via-rápida que serve toda a ilha da Madeira, permite uma distribuição dos produtos mais fácil e eficaz.
Actualmente existem cerca de 50 empresas de diferentes origens a operar na ZFI, e algumas estão em processo de instalação. Neste total de empresas, existem áreas de actividade desde o processamento do peixe e produtos alimentares, à cosmética, aos produtos de limpeza e à electrónica (Zona, 2008).